# 2004 TG10
2004 TG10は、地球近傍天体 (NEO) かつ潜在的に危険な小惑星 (PHA) に分類されるアポロ群の小惑星。2004年10月8日に、小惑星探索プログラム「スペースウォッチ」によって発見された。エンケ彗星の破片と考えられており、毎年11月中旬に極大を迎えるおうし座北流星群と6月に極大を迎えるおうし座ベータ流星群の母天体とされる。

## 軌道
| 天文単位   | 2004 TG10 | エンケ彗星 |
| ---------- | --------- | ---------- |
| 軌道長半径 | 2.23      | 2.22       |
| 近日点距離 | 0.309     | 0.336      |
| 遠日点距離 | 4.158     | 4.094      |
| 軌道離心率 | 0.862     | 0.848      |
| 昇交点黄経 | 205.087°  | 334.568°   |

2004 TG10 は、遠日点ではメインベルト外縁の4.2天文単位 (au) まで離れるが、近日点では水星軌道より内側の0.3 auまで太陽に近づく、軌道離心率の大きな細長い楕円軌道を持ち、約3.34年（1220日）の周期で公転している。地球軌道との最小交差距離は、月-地球距離の約8.8倍の0.0224973 au (3,370,000 km) である。

## 物理的特徴
NASAの広域赤外線探査衛星 (WISE) の拡張ミッションであるNEOWISEによる観測から、直径は1.316 ± 0.605 kmで、表面のアルベドは0.018とされている。一方、スロバキアの天文学者Vladimír Porubčanらの研究では、アルベドをC型小惑星からS型小惑星の大部分をカバーできる0.05 - 0.25と仮定し、直径350 - 780 メートルと算定している。